# Världsmästerskapet i schack 1934
Världsmästerskapet i schack 1934 var en titelmatch mellan den regerande världsmästaren Alexander Aljechin och utmanaren Efim Bogoljubov. Den spelades i olika städer i Tyskland mellan den 1 april och 14 juni 1934 och slutade med att Aljechin behöll världsmästartiteln. Aljechin vann åtta partier mot Bogoljubovs tre.
Matchen väckte mycket lite uppmärksamhet.
Det var en besvikelse att Aljechin valde att spela en ny match mot Bogoljubov som han hade slagit klart fem år tidigare.
Aljechin fortsatte att undvika den returmatch mot José Raúl Capablanca som många ville se.
Han undvek också den nya generationen med spelare som Samuel Reshevsky, Reuben Fine, Paul Keres, Michail Botvinnik och Salo Flohr.

## Regler
För att vinna matchen krävdes mer än 15 poäng och minst sex vunna partier.

## Resultat
| Namn               | Parti | Parti | Parti | Parti | Parti | Parti | Parti | Parti | Parti | Parti | Parti | Parti | Parti | Parti | Parti | Parti | Parti | Parti | Parti | Parti | Parti | Parti | Parti | Parti | Parti | Parti | Poäng |
| Namn               | 1     | 2     | 3     | 4     | 5     | 6     | 7     | 8     | 9     | 10    | 11    | 12    | 13    | 14    | 15    | 16    | 17    | 18    | 19    | 20    | 21    | 22    | 23    | 24    | 25    | 26    | Poäng |
| ------------------ | ----- | ----- | ----- | ----- | ----- | ----- | ----- | ----- | ----- | ----- | ----- | ----- | ----- | ----- | ----- | ----- | ----- | ----- | ----- | ----- | ----- | ----- | ----- | ----- | ----- | ----- | ----- |
| Alexander Aljechin | ½     | 1     | ½     | 1     | ½     | ½     | ½     | ½     | 1     | 0     | 1     | ½     | ½     | ½     | ½     | 1     | 1     | ½     | ½     | ½     | 1     | ½     | 0     | 0     | 1     | ½     | 15½   |
| Efim Bogoljubov    | ½     | 0     | ½     | 0     | ½     | ½     | ½     | ½     | 0     | 1     | 0     | ½     | ½     | ½     | ½     | 0     | 0     | ½     | ½     | ½     | 0     | ½     | 1     | 1     | 0     | ½     | 10½   |